# Colette Marchand
Colette Marchand (* 29. April 1925 in Paris; † 5. Juni 2015 in Bois-le-Roi, Département Seine-et-Marne) war eine französische Tänzerin und Schauspielerin. Bekanntheit erlangte sie ab Ende der 1940er Jahre als Primaballerina von Roland Petits Les Ballets de Paris. Für ihr Spielfilmdebüt in John Hustons Moulin Rouge (1952) erhielt sie den Golden Globe Award und eine Oscar-Nominierung. Von Kritikern wurde sie gemeinsam mit unter anderem Margot Fonteyn, Yvette Chauviré und Violetta Elvin zu den zehn größten zeitgenössischen Tänzerinnen in Westeuropa gezählt.

## Leben

### Ausbildung und Zusammenarbeit mit Roland Petit
Colette Marchand wurde 1925 in Paris geboren. Sie genoss eine klassische Tanzausbildung an der Schule der Opéra de Paris und erhielt darüber hinaus Violinenunterricht. Ihre Lehrer waren der russisch-französische Tänzer und Choreograph Victor Gsovsky (1902–1974) und Albert Aveline (1883–1968).  Nach einer kurzen Zeit an der Pariser Oper ging Marchand nach England, wo sie sich 1947 kurzzeitig dem Metropolitan Ballett unter Leitung Letty Littlewoods und Gsovskys anschloss. Sie trat unter anderem als Königin in Tschaikowskis Schwanensee auf, tanzte die Galatea in Pygmalion und übernahm die Titelrolle der Julia in Sergei Lifars Romeo und Julia. Ihren Durchbruch feierte sie ab 1948 mit Roland Petits Les Ballets de Paris am Théâtre Marigny. Mit der neu gegründeten Ballettkompanie trat Marchand im Frühjahr 1949 in London in Les Demoiselles de la Nuit auf. Für Jean Françaix’ Ballett, eine Variante des Märchens Die kleine Meerjungfrau, erhielt sie Lob seitens der Kritiker, die ihr einen wunderschönen und markanten Tanzstil attestierten.
Im Oktober 1949 ging Marchand mit Petits Kompanie in den Vereinigten Staaten auf Tournee. Am New Yorker Broadway tanzte die Primaballerina mit Erfolg in L’œuf à la coque und Le combat am Winter Garden Theatre und die Produktion brachte es bis Januar 1950 auf 116 Aufführungen. Daraufhin wurden US-amerikanische Medien auf die charismatische Französin aufmerksam. Das für seine Fotoreportagen bekannte Magazin Life widmete ihr vier Seiten und Marchand trug wegen ihrer tänzerischen Fertigkeiten bald den schlichten Beinamen The Legs (englisch für Die Beine). Noch im selben Jahr war sie von Oktober bis Dezember als Carmen und erneut in der Titelrolle als L’œuf à la coque am National Theatre bzw. Broadhurst Theatre zu sehen. Ebenfalls Erfolg war Marchand mit der Produktion von Two on the Aisle beschieden, die von Juli 1951 bis März 1952 am Broadway gastierte. In der Musical-Revue trat sie in provokativen schwarzen Seidenstrümpfen unter anderem gemeinsam mit Dolores Gray und Bert Lahr auf.

### Spielfilmdebüt und Oscar-Nominierung
Das Jahr 1952 markierte auch Colette Marchands Debüt als Schauspielerin, nachdem sie ihre Stimme bereits Isidore Isous Experimentalfilm Traité de bave et d’éternité (1951) geliehen hatte. John Huston, der unter anderem bei Filmen wie Die Spur des Falken (1941), Der Schatz der Sierra Madre (1948) oder African Queen (1951) Regie geführt hatte, setzte sie in seinem Film Moulin Rouge ein, in dem der US-Amerikaner versuchte, bewusst mit Farbdramaturgie zu arbeiten. In der Verfilmung der gleichnamigen Toulouse-Lautrec-Biografie von Pierre La Mure spielt Marchand an der Seite von Zsa Zsa Gabor und Suzanne Flon die Rolle einer Straßendirne, die dem Künstler (dargestellt von José Ferrer) Liebe vorheuchelt, um ihren Wunsch nach Geld zu befriedigen. Die New York Times bewertete Marchands Part als „kurze, aber schmerzliche Aufgabe, das scharfe, metallische Temperament und die hilflose Charakterschwäche eines Straßenmädchens“ darzustellen, während Die Zeit ihre Marie Charlet als „ein Kabinettstück schauspielerischer Leistung“ pries. Bei der Golden-Globe-Verleihung 1953 setzte sich Marchand daraufhin als beste Nachwuchsdarstellerin gegen Katy Jurado (Zwölf Uhr mittags) und Rita Gam (Ich bin ein Atomspion) durch. Drei Wochen später bei der Oscarverleihung 1953 war Moulin Rouge in sieben Kategorien für einen Academy Award nominiert, konnte sich aber nur in den technischen Kategorien mit zwei Siegen durchsetzen. Unter den Nominierten befand sich auch Colette Marchand, die achtzehn Jahre nach der siegreichen Französin Claudette Colbert (Es geschah in einer Nacht) in der Kategorie beste Nebendarstellerin gegenüber der US-Amerikanerin Gloria Grahame (Stadt der Illusionen) das Nachsehen hatte.
Nach Moulin Rouge sah man Colette Marchand 1953 in Roland Petits Pariser Ballett Ciné-Bijou, eine Parodie auf Gangsterfilme, in der sie die Rolle der Femme fatale und Petit die des Gangsters übernahm. Ein Jahr später erhielt sie die weibliche Hauptrolle in Peter Berneis’ und André Haguets deutsch-französischer Spielfilmproduktion Ungarische Rhapsodie (1954) neben Paul Hubschmid. Die frei von historischen Tatsachen inszenierte Liebesgeschichte zwischen dem Komponisten Franz Liszt und der adligen Carolyne zu Sayn-Wittgenstein wurde als „gefühlvolle Romanze mit musikalischen Lichtblicken“ bewertet und wegen seiner lebendigen Farbfotografie gelobt, aber auch aufgrund seiner Darstellung des vorehelichen Beisammenseins und einiger ausschweifender Szenen vom film-dienst nur unter Vorbehalt weiterempfohlen. Unter Filmregisseur André Haguet schlüpfte Marchand im selben Jahr in Par ordre du tsar erneut in die Rolle der unglücklich verliebten Fürstin und tanzte und choreographierte in Haguets Kurzfilm Romantic Youth neben Milorad Miskovitch. An den Erfolg ihres Schauspieldebüts konnte jedoch die für ihre Eleganz bekannte und von den Franzosen noch Jahrzehnte später als „étoile de l’Empire“ (französisch für „Stern des Imperiums“) verehrte Tänzerin nicht anknüpfen und sie kehrte der Filmleinwand den Rücken zu.
1953 tanzte Marchand die kokette Ehefrau neben Petit im Ballett Deuil en 24 heures in Paris und London. Im selben Jahr übernahm sie in London und New York die Titelrolle in The Lady in the Ice, für das sich der bekannte Filmregisseur Orson Welles verantwortlich zeigte, sowie die Carmen. Bis in die 1960er Jahre hinein blieb Marchand als Tänzerin aktiv. Der bekannte Ballettkritiker Olivier Merlin zählte sie gemeinsam mit Margot Fonteyn, Yvette Chauviré und Violetta Elvin zu den zehn größten zeitgenössischen Tänzerinnen im Westen.
Marchand heiratete 1953 ihren drei Jahre jüngeren Landsmann Jacques Bazire, den musikalischen Leiter von Roland Petits Ballettkompanie, der unter anderem für die Musik zum 1954 entstandenen Film Ungarische Rhapsodie verantwortlich zeichnete.
Colette Marchand starb am 5. Juni 2015, im Alter von 90 Jahren, in ihrem Heim in Bois-le-Roi im Département Seine-et-Marne.

## Ballette (Auswahl)
- 1949: Les Demoiselle de la Nuit
- 1949: L’œuf à la coque
- 1953: Ciné-Bijou
- 1953: Deuil en 24 heures
- 1953: The Lady in the Ice
- 1959: Cyrano de Bergerac
- 1967: The Miraculous Mandarin

## Filmografie
- 1951: Traité de bave et d’éternité (nur Stimme)
- 1952: Moulin Rouge
- 1954: Ungarische Rhapsodie (Les cloches n’ont pas sonné)
- 1954: Par ordre du tsar
- 1954: Romantic Youth

## Auszeichnungen
- Golden Globe Award 1953: Beste Nachwuchsdarstellerin für Moulin Rouge
- Oscarverleihung 1953: nominiert als Beste Nebendarstellerin für Moulin Rouge
- British Film Academy Award 1954: nominiert als Bester Newcomer für Moulin Rouge